# Lưu Hoằng Cơ
Lưu Hoằng Cơ (582 - 650; chữ Hán: 刘弘基). người Trì Dương Ung Châu, là công thần khai quốc nhà Đường trong lịch sử Trung Quốc.
Cha ông là Lưu Thăng, là thứ sử Hà Châu (nay là Lâm Hạ, Cam Túc) đời Tùy. Hoằng Cơ nhờ ấm cha làm Tả huân thị. Những năm cuối Đại Nghiệp, để tránh phải theo Tùy Dạng Đế đi chinh phạt Cao Câu Ly, cố ý phạm tội tự ý làm thịt trâu cày, để huyện lệnh giam vào ngục. Từ khởi nghĩa Thái Nguyên đã đi theo cha con Lý Uyên, rất thân cận với Lý Thế Dân, lúc tấn công Trường An đảm nhiệm tiên phong, bắt được chủ tướng nhà Tùy là Khuất Đột Thông. Đường Cao tổ Lý Uyên từng hạ chiếu phàm những người lập công lúc ban đầu ở Thái Nguyên: Lưu Hoằng Cơ cùng Tả Kiêu vệ Đại tướng quân Trưởng Tôn Thuận Đức, Tả Đồn vệ Đại tướng quân Đậu Tông, Tả Dực vệ Đại tướng quân Sài Thiệu, Nội sử thị lang Đường Kiệm, Lại bộ thị lang Ân Khai Sơn, Hồng lư khanh Lưu Thế Long... tổng cộng 14 người, đều miễn một lần tội chết.
Trong sự biến Huyền Vũ môn Hoằng Cơ có công ủng lập, nhưng đến những năm Trinh Quán lại nhiều lần bị vạch tội tham ô, Lý Thế Dân không đành lòng trị tội, chỉ đem Cơ cách chức. Thái Tông chi phạt Cao Câu Ly, Hoằng Cơ lại làm Tiền quân Đại tổng quản, ra sức chiến đấu lập công.

Năm đầu Vĩnh Huy đời Đường Cao tông (650), Cơ bị bệnh chết, thọ 69 tuổi, được tặng Khai phủ nghi đồng tam ty, thụy là Tương, bồi táng ở Chiêu lăng.

Lưu Hoằng Cơ trước khi chết, di mệnh chỉ để lại cho các con mỗi người có 15 người nô tỳ, 5 khoảnh ruộng tốt. Cho rằng con cháu "nếu như có tài, thì không cần dựa vào nhiều tiền tài, nếu không có tài, giữ được chút này để tránh đói rét". Con là Lưu Nhân Thực được tập phong làm Quỳ quốc công.